# Allotraeus rufescens
Allotraeus rufescens là một loài bọ cánh cứng trong họ Cerambycidae.